# 家铉翁
家鉉翁（1213年—1297年），號則堂，眉山（今屬四川）人。南宋末年大臣，入元後退隐。

## 生平
先祖自唐末遷居入蜀，是眉州望族。宋理宗時以蔭補官，官常州（今江苏武进县）知縣，政譽翕然，遷浙東提點刑獄，入京擔任大理少卿。咸淳八年（1272年），權知紹興府、浙東安撫提舉司事。德祐二年（1276年），赐进士出身。是年二月，元军攻临安，丞相吴坚、贾余庆发文命各地献城投降。铉翁獨不降。後奉詔出使元朝，被强留馆中。聞知宋亡，日夕哭泣，不仕，自號則堂，被羈縻於河間（今屬河北省），以《春秋》教授弟子，前後長達十七年之久。元成宗即位（1294年），賜衣服並放還，年紀已八十多歲。卒于家。

## 著作
著有《說易》、《春秋序例》、《孝经解义》等書皆失佚。《彊村叢書》輯為《則堂詩餘》一卷。詞存三首收于《全宋詞》中。有《则堂集》二十卷，今存《永樂大典》本六卷。收錄於四庫全書集部別集類

## 傳記
《宋史》卷四百二十一·列傳第一百八十·家鉉翁傳

## 延伸阅读
[在维基数据编辑]
 《宋史·卷421》，出自脱脱《宋史》